# Sextner Dolomiten
Die Sextner Dolomiten (auch Sextener Dolomiten) (italienisch Dolomiti di Sesto) bilden die nordöstlichste Gebirgsgruppe der Dolomiten in Italien. Sie liegen im äußersten Osten von Südtirol und im Norden der Provinz Belluno und werden im Norden begrenzt durch das Pustertal, im Nordosten und Osten durch das Sextental, im Süden durch das Val d’Ansiei und im Westen durch das Höhlensteintal. Als Teil der von der UNESCO unter „Nördliche Dolomiten“ zusammengefassten Dolomitengruppen gehören die Sextner Dolomiten seit dem 26. Juni 2009 zum „Welterbe Dolomiten“.

## Geologie und Biologie

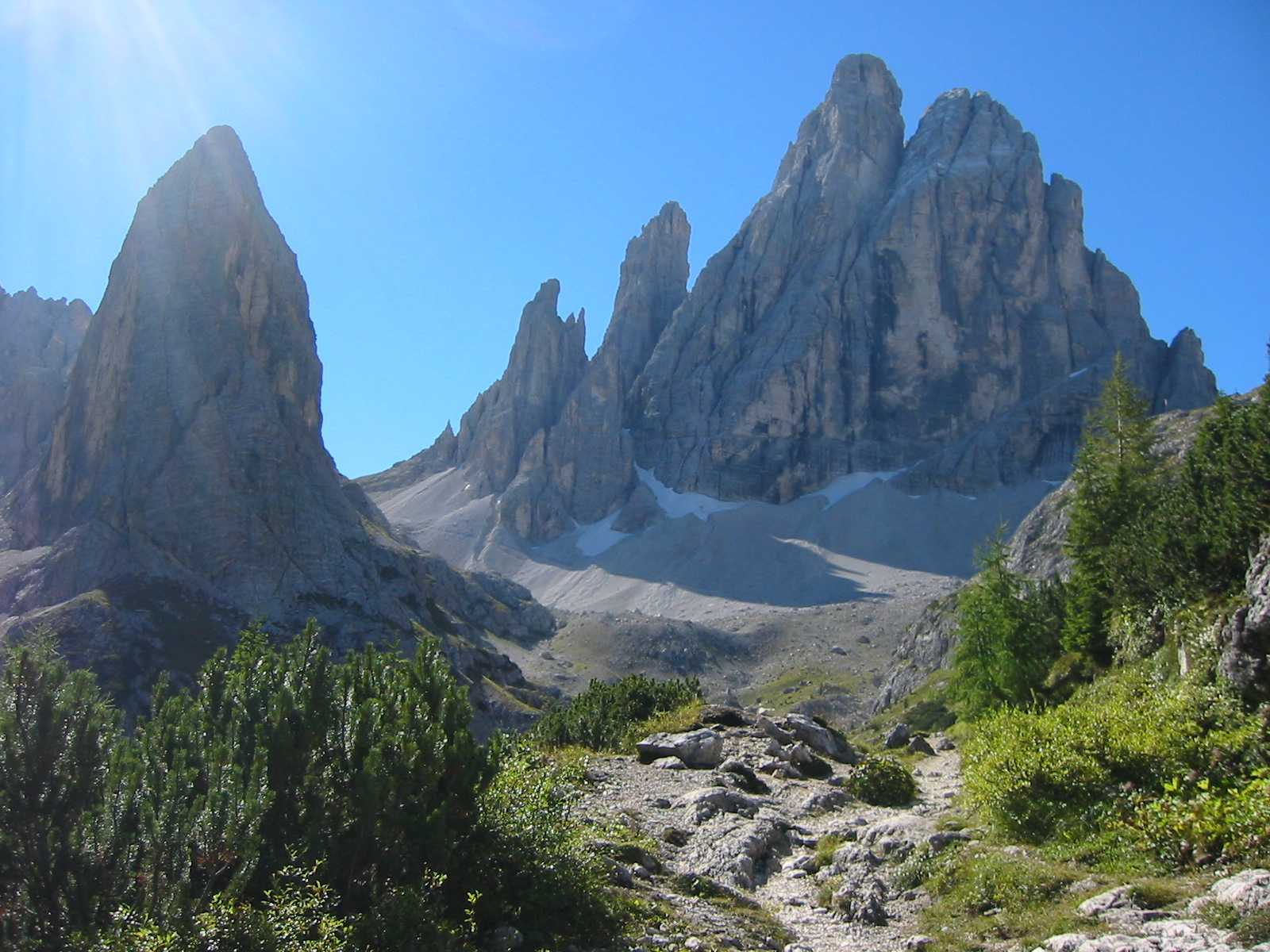
Hochleist und Zwölferkofel in den Sextner Dolomiten

Das zu den Südlichen Kalkalpen gehörige Gebirge besteht großteils aus Dolomit-Gesteinen, die sich aus Korallenriffen in der absinkenden Tethys des Erdmittelalters (untere Trias) bildeten. Man unterscheidet mehrere Arten, unter anderem den Schlerndolomit und den auflagernden Hauptdolomit. Charakteristisch für die Sextner und benachbarten Dolomiten ist der Gegensatz zwischen sanft gewellten Almen und den aus ihnen hochragenden Riffgipfeln mit teilweise über 3000 m Höhe, die meist von gewaltigen Schutthalden umgeben sind (siehe Bild).
Im Naturpark Drei Zinnen finden sich merkliche Bestände einiger selten gewordenen Arten von Raufußhühnern. Seit 1999 untersuchen Jäger, Förster und das Amt der Naturparke die Verbreitungsgebiete von Schneehuhn, Steinhuhn, Birkhuhn und Auerhuhn. Erwähnenswert sind größere Populationen von Spechten sowie von Reh und Dachs.
Auch eine Reihe geschützter Pflanzen ist zu erwähnen, unter anderem verschiedene Glockenblumen und Krokusse, die Dolomiten-Akelei, alpine Orchideen-Arten, das Edelweiß, die Alpen-Grasnelke (Armeria alpina) (Schlernhexe) und die Dolomiten-Schafgarbe. Viele Almwiesen sind durch ihre Blütenpracht im Frühling bekannt geworden.

## Geschichte

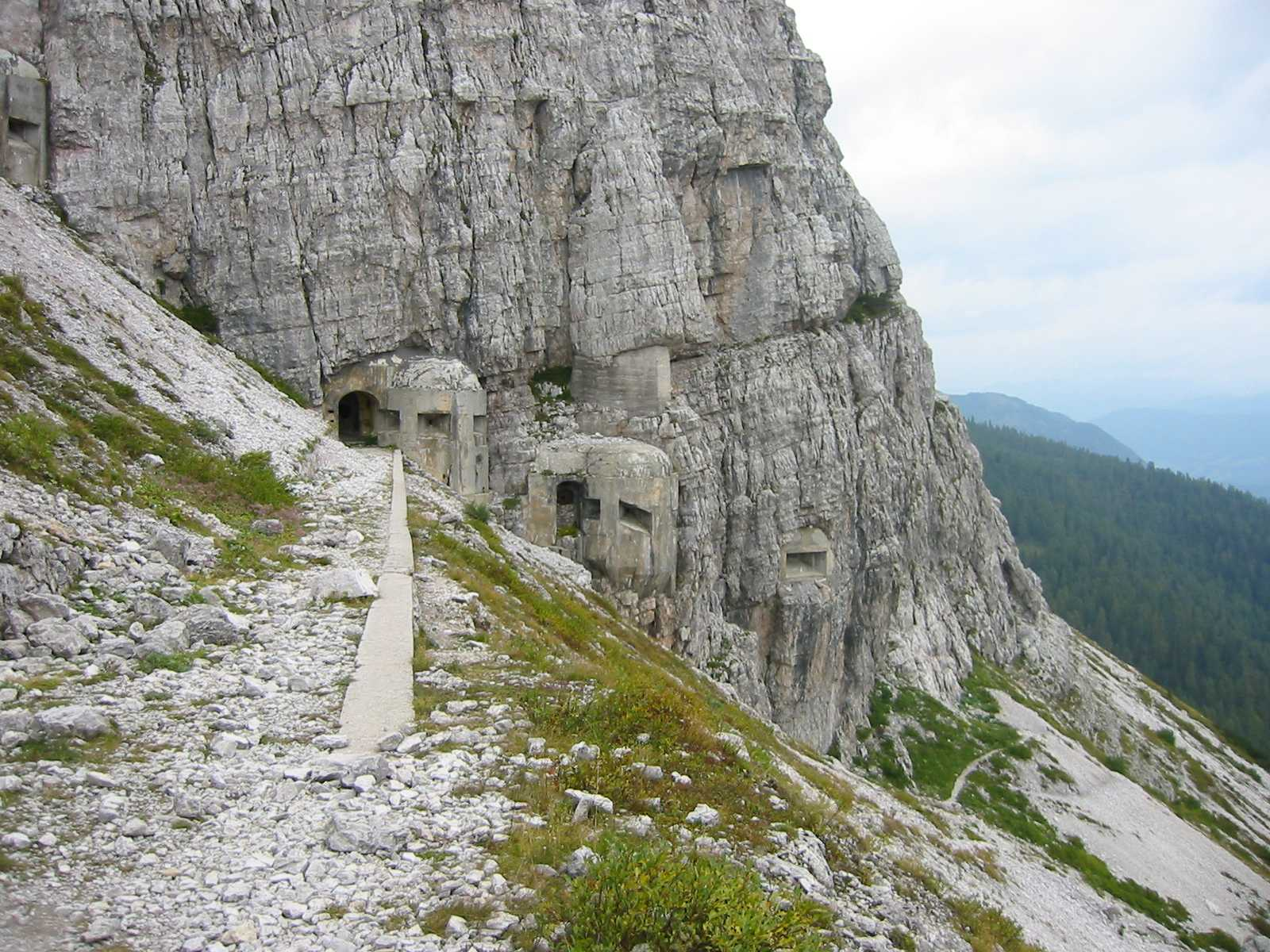
Bunker des Vallo Alpino (1939 erbaut)

Im Ersten Weltkrieg waren die Sextner Dolomiten Schauplatz von Kämpfen, als hier im Gebirge zweieinhalb Jahre lang der Krieg zwischen italienischen und österreichischen Truppen tobte (siehe dazu auch den Artikel Gebirgskrieg 1915–1918). Stumme Zeugen wie Löcher in den Felsen, Befestigungen (siehe Bild) und rostende Granatsplitter sind heute noch sichtbar. Teile der damaligen Militärsteige wurden zum Friedensweg ausgestaltet, der westwärts in andere Teile der Dolomiten weiterführt und ostwärts auch als Karnischer Höhenweg (Grenze zu Österreich) bezeichnet wird. Durch die senkrechten Felswände des Elfers führt der berühmte Alpinisteig (Strada degli alpini) heute als Klettersteig auf ehemaligen Versorgungspfaden zur Sentinellascharte. Der Alpinisteig, auch ehemals als Alpiniweg bezeichnet, wurde im Ersten Weltkrieg von österreichischen und italienischen Hochgebirgstruppen gelegt. Später wurde der Alpinisteig von der Sektion Padua des CAI zu einem Klettersteig ausgebaut. Heute gehört der Alpinisteig zu den beliebtesten Höhenwegen in den Sextner Dolomiten.

## Berge und Berggruppen in den Sextner Dolomiten
- Dreischusterspitze (3145 m)
- Drei Zinnen (2999 m)
- Haunoldgruppe (2966 m)
- Hochbrunnerschneid (3046 m)
- Paternkofel (2744 m)
- Toblinger Knoten (2617 m)

Die Gipfel der Sextner Sonnenuhr: Bezugspunkt: Parkplatz: Heidegg im Fischleintal
- Achter (Arzalpenkopf, 2371 m)
- Neuner (2582 m)
- Zehner (Sextner Rotwand, 2965 m)
- Elfer (3092 m)
- Zwölfer (3094 m)
- Einser (2698 m)

Die im Süden gelegene
- Cadini-Gruppe (Cadini di Misurina)

wird vielfach auch zu den Sextner Dolomiten gezählt.
Bekannte Berggruppen im Umkreis:
Tofana und Marmolatagruppe (Südwesten), Fanesgruppe (Westen), Lienzer Dolomiten (Norden).

## Einige Berghütten in den Sextner Dolomiten
- Auronzohütte (2320 m, CAI, am Fuß der Südwände der Drei Zinnen, Großparkplatz (Maut/Gebühr), Linienbus-Haltestelle von SAD Nahverkehr und Dolomiti Bus)
- Bertihütte (1950 m, CAI, südlich der Sentinellascharte)
- Büllelejochhütte (2528 m, privat, unterhalb der Oberbachernspitze)
- Dreischusterhütte (1626 m, AVS, im Innerfeldtal)
- Dreizinnenhütte (2438 m, CAI, am Toblinger Riedel)
- Lavaredohütte (2344 m, privat, unterhalb des Paternsattels)
- Rotwandwiesenhütte (1924 m, privat, Kabinenbahn ab Sexten / Moos)
- Talschlusshütte (1540 m, im Fischleintal bei Sexten)
- Zsigmondyhütte (2224, CAI, am Fuß des Zwölferkofels)
- Carduccihütte (2297 m, an der Südost-Seite des Zwölferkofels)
- Rudihütte (1940 m, privat, Kabinenbahn ab Sexten / Moos)
- Fischleinbodenhütte (1460 m, Anfang Fischleintal, nahe Sexten / Moos)